# وادیم اسلیوچنکو
وادیم اسلیوچنکو (انگلیسی: Vadim Slivchenko؛ زادهٔ ۲۸ مارس ۱۹۷۰) بازیکن هاکی روی یخ اهل اوکراین است.وی همچنین از بازیکنان هاکی روی یخ در المپیک زمستانی ۲۰۰۲ بوده است.